# Балдаков Бадма Мелентійович
Бадма Мелентійович Балдако́в (16 вересня 1918, Курумкан — 18 червня 1974, Улан-Уде) — бурятський радянський оперний співак (бас).

## Біографія
Народився 16 вересня 1918 року в селі Курумкані (нині Курумканський район Бурятії, Росія). 1938 року закінчив вокальне відділення Музично-театрального училища в Улан-Уде і того ж року прийнятий до трупи Бурятського дратичного театру.
У роки німецько-радянської війни виступав у складі концертних бригад на фронтах. Протягом 1946—1948 років навчався співу в Московській консерваторії у Миколи Сперанського. З 1948 року — соліст Бурятського театру опери та балету; з 1964 року — у Бурятської філармонії. Помер в Улан-Уде 18 червня 1974 року.

## Творчість
Виконав понад 30 партій, зокрема:
- Гремін, Кочубей («Євгеній Онєгін», «Мазепа» Петра Чайковського);
- Мельник («Русалка» Олександра Даргомижського);
- Князь Галицький («Князь Ігор» Олександра Бородіна);
- Мефістофель («Фауст» Шарля Гуно);
- Валько («Молода гвардія» Юлія Мейтуса);
- Бумал-хан («Енхе — Булат-батор» Маркіяна Фролова);
- Хан («Баїр» Павла Берлінського).

Виступав і як концертний співак. 1940 року взяв участь у Першій декаді бур'ято-монгольського мистецтва у Москві; 1959 року — у Другій декаді бурятського мистецтва. Гастролював за кордоном. Автор вокальних творів, зокрема романсу «Тобі, кохана» (1957).

## Відзнаки
- Орден «Знак Пошани» (1940; за успіший виступ у Першій декаді бурятського мистецтва))[2];
- Народний артист Бурятської АРСР (1956);
- Народний артист РРФСР (25 грудня 1959; за успіший виступ у Другій декаді бурятського мистецтва)[2].

## Вшанування
- 1975 року в селі Куркумані на його честь названо вулицю[3];
- 1994 року в Улан-Уде заснований конкурс вокалістів імені народного артиста РРФСР Бадми Мелентійовича Балдакова[3];
- 2008 року видано збірку «Арії, романси та пісні з репертуару Бадми Балдакова» (авторка-укладачка — Надія Цибудєєва)[3].